# 中須村 (山口県)
中須村（なかずそん）は、山口県都濃郡にあった村。現在の周南市中須南・中須北にあたる。

## 地理
- 山岳 ： 岡山
- 河川 ： 錦川

## 歴史
- 1889年（明治22年）4月1日 - 町村制の施行により、中須南村・中須北村の区域をもって発足。
- 1954年（昭和29年）12月1日 - 須々万村・長穂村と合併して都濃町が発足。同日中須村廃止。